# Cinzano
Cinzano er et italiensk mærke af vermouth,som siden 1999 har været ejet af Gruppo Campari. Den fås i fire versioner:
- Cinzano Rosso,[2] som er rav-farvet;[3]
- Cinzano Bianco, der er hvid og mere tør en Rosso, dog stadig at betragte som en sød vermouth;[3]
- Cinzano Extra Dry, en tør vermouth;[3]
- Cinzano Rosé, den nyeste af de fire. Rosefarvet med orange-smag[3]